# Georg av Sachsen-Altenburg

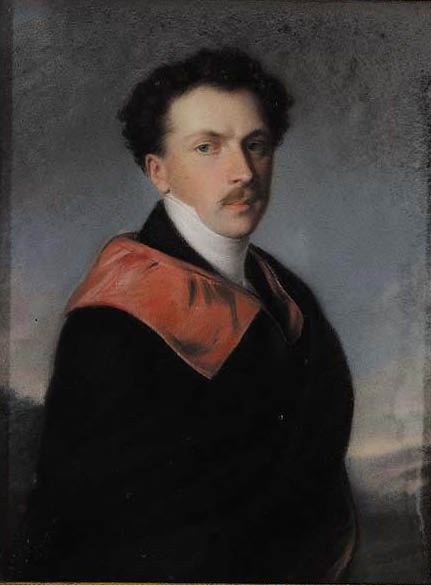
Georg av Sachsen-Altenburg ca 1820

Georg av Sachsen-Altenburg, Georg Karl Friedrich, född 24 juli 1796 i Hildburghausen död 3 augusti 1853 i Hummelshain, var son till Fredrik av Sachsen-Altenburg och efterträdde sin bror Josef av Sachsen-Altenburg som hertig av Sachsen-Altenburg. 
Gift 1825 på slottet Ludwigslust med Marie av Mecklenburg-Schwerin, dotter till storhertig Fredrik Ludvig av Mecklenburg-Schwerin och Helena Pavlovna av Ryssland.

## Barn
- Ernst I av Sachsen-Altenburg (1826–1908)
- Albrecht Friedrich (1827–1835)
- Moritz av Sachsen-Altenburg (1829–1907); gift 1862 med Augusta av Sachsen-Meiningen (1843–1919)